# GM Vietnam
General Motors Vietnam Company, Ltd. (trước đây là Vietnam-Daewoo Motor Company Limited hoặc VIDAMCO) là nhà sản xuất ô tô không còn hoạt động tại Việt Nam và là thành viên của GM Đông Nam Á
Công ty được chính thức thành lập vào tháng 12 năm 1993 dưới hình thức liên doanh giữa Tập đoàn Daewoo Motor Hàn Quốc và Xí nghiệp Cơ khí 7983 thuộc sở hữu của Bộ Quốc phòng Việt Nam.
Vào tháng 4 năm 2000, công ty đã trở thành một doanh nghiệp đầu tư nước ngoài 100% sau khi Daewoo Motor mua lại cổ phần của đối tác Việt Nam. Vào tháng 7 năm 2011, tên của công ty đã được đổi từ VIDAMCO thành GM Việt Nam.
Vào ngày 28 tháng 6 năm 2018, General Motors (GM.N) đã đồng ý chuyển hoạt động tại Việt Nam sang VinFast Trading and Production LLC và phân phối xe Chevrolet. Việc chuyển nhượng, bao gồm nhà máy Hà Nội, mạng lưới đại lý và cơ sở nhân viên của GM, dự kiến sẽ được thực hiện vào cuối năm 2018.
GM đã sử dụng nhà máy ở Hà Nội của mình để lắp ráp các xe điện với các bộ phận được nhập khẩu từ Hàn Quốc - một quốc gia nơi nhà sản xuất ô tô của Hoa Kỳ sắp phá sản khi họ phải vật lộn để xoay quanh đơn vị nợ nần của mình. GM Hàn Quốc là cơ sở sản xuất lớn nhất của GM ở châu Á, ngoại trừ Trung Quốc. Nhà máy sẽ chỉ được sử dụng để sản xuất xe hơi VinFast sau khi chuyển nhượng, trong khi xe Chevrolet sẽ được nhập khẩu.
VinFast sẽ nắm quyền sở hữu nhà máy GM Hà Nội và sẽ thực hiện chương trình đầu tư đáng kể để xây dựng một chiếc xe nhỏ hoàn toàn mới, được cấp phép từ GM và được sản xuất và bán dưới thương hiệu VinFast. Việc sản xuất chiếc xe này sẽ bắt đầu vào năm 2019, tăng đáng kể công suất và sản lượng tại nhà máy Hà Nội và phát triển cơ sở sản xuất của hoạt động VinFast năng động.

## Production
- - Daewoo Cielo (1995–2002)
  - Daewoo Nubira (1998–2000)
  - Daewoo Leganza (1998–2000)
  - Daewoo Matiz (1998–2007)
  - Daewoo Lanos (2000–2006)
  - Daewoo Magnus (2002–2007)
  - Chevrolet Vivant (2008–2011)
  - Chevrolet Cruze (2010–2016)
  - Chevrolet Captiva (2009–2018)
  - Chevrolet Orlando (2011–2018)
  - Chevrolet Aveo (2006–2018)
  - Chevrolet Spark (2008–2018)
  - Daewoo Damas (1990s-2018)